# Sårgåjávrre
Sårgåjávrre, enligt tidigare ortografi Sårkåjaure, är en sjö som till största delen ligger i Gällivare kommun men en mindre del ligger i Jokkmokks kommun i Lappland och ingår i Luleälvens huvudavrinningsområde. Sjön har en area på 8,19 kvadratkilometer och ligger 522,1 meter över havet. Sjön avvattnas av vattendraget Sårgåjåhkå. 

## Delavrinningsområde
Sårgåjávrre ingår i det delavrinningsområde (753346-154536) som SMHI kallar för Utloppet av Sårkåjaure. Medelhöjden är 574 meter över havet och ytan är 29,37 kvadratkilometer. Räknas de 16 avrinningsområdena uppströms in blir den ackumulerade arean 273,35 kvadratkilometer. Sårgåjåhkå som avvattnar avrinningsområdet har biflödesordning 2, vilket innebär att vattnet flödar genom totalt 2 vattendrag (Stora Luleälven, Luleälven) innan det når havet efter 384 kilometer. Avrinningsområdet består mestadels av kalfjäll (63 procent). Avrinningsområdet har 8,34 kvadratkilometer vattenytor vilket ger det en sjöprocent på 28,4 procent.

## Tillflöden
Svártijåhkå är det största tillflödet till Sårgåjávrre. Svartijåhkå har sin början vid utloppet från Skuogejávrre där Nordkalottleden korsar vattendraget via en bro. Källflöden ligger vid östra sidan av glaciären Gihtsejiegŋa i Norge. Gränsleden korsar Svártijåhkå via en permanent bro vid inloppet till Sårgåjávrre då vattendraget förmodligen aldrig är vadbart.
Skájddejåhkå har sina källflöden vid sjöarna Skájddejávrre och Nordvatnet i Norge. Vattendraget korsas av Nordkalottleden och har hög vattenföring under snösmältningen, vilket kan göra den svår att vada. Bro saknas (2017-09-12).
Rikkekjåhkå har sitt källflöde vid Tjoaddnejávrre i Norge. Nordkalottleden korsar Rikkekjåhkå som måste vadas då bro saknas (2017-09-12).

### Bilder på vattendragen

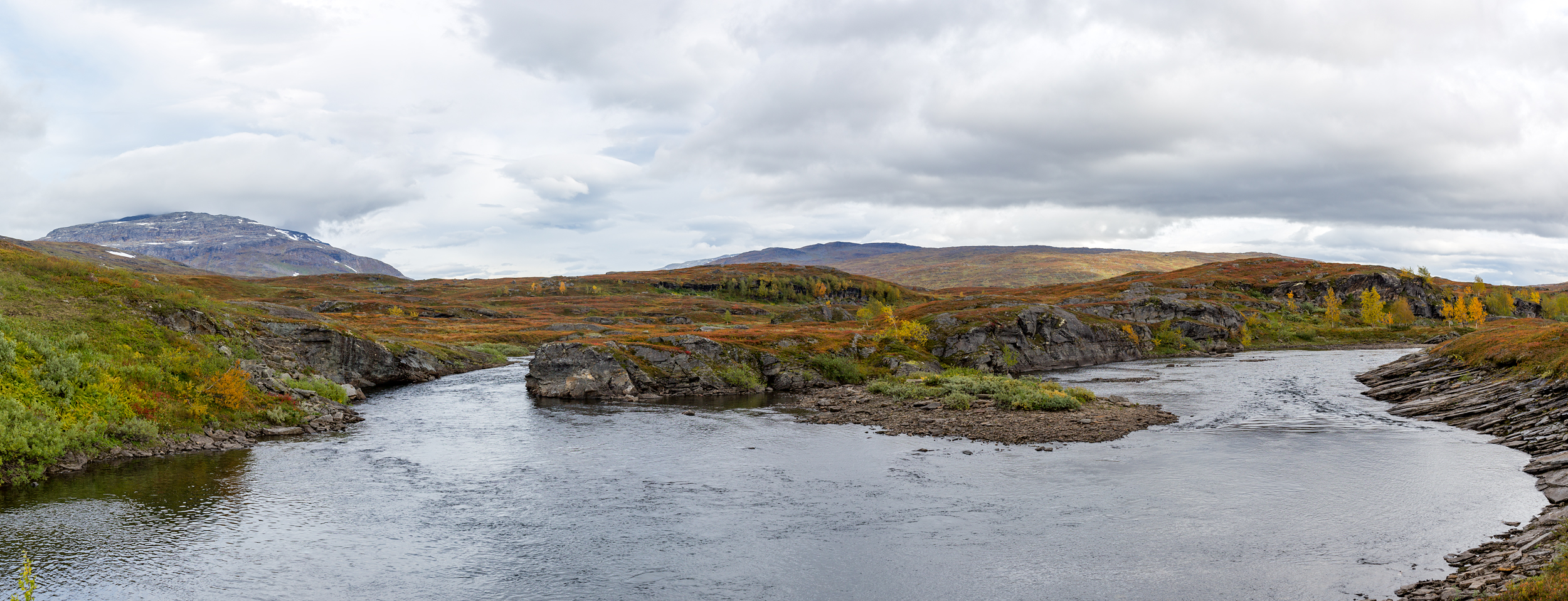
Svártijåhkå slingrar sig ner mot Sårgåjávrre. Till vänster syns Skuogetjåhkkå.
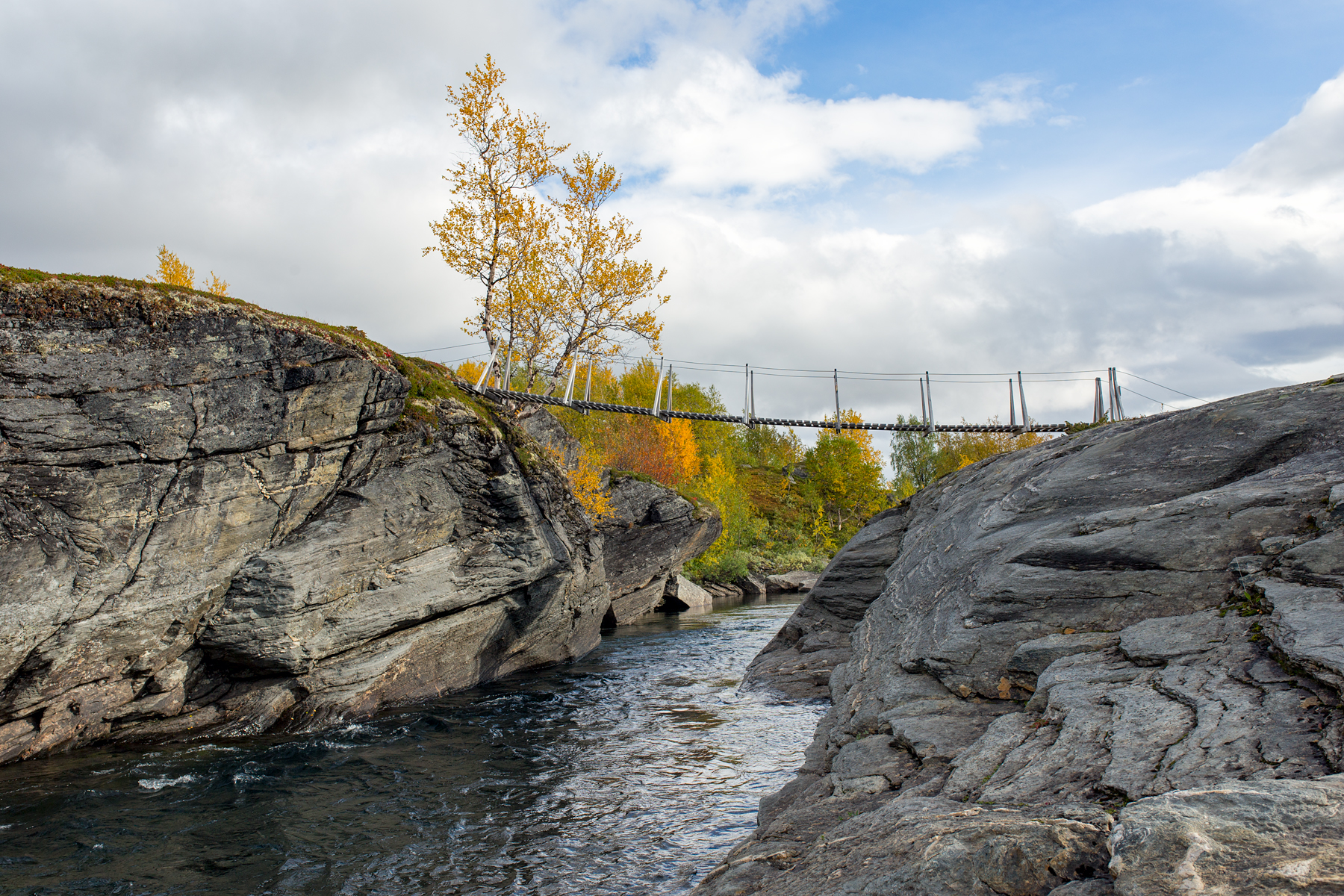
Svártijåhkå vid bron nära inloppet i Sårgåjávrre.
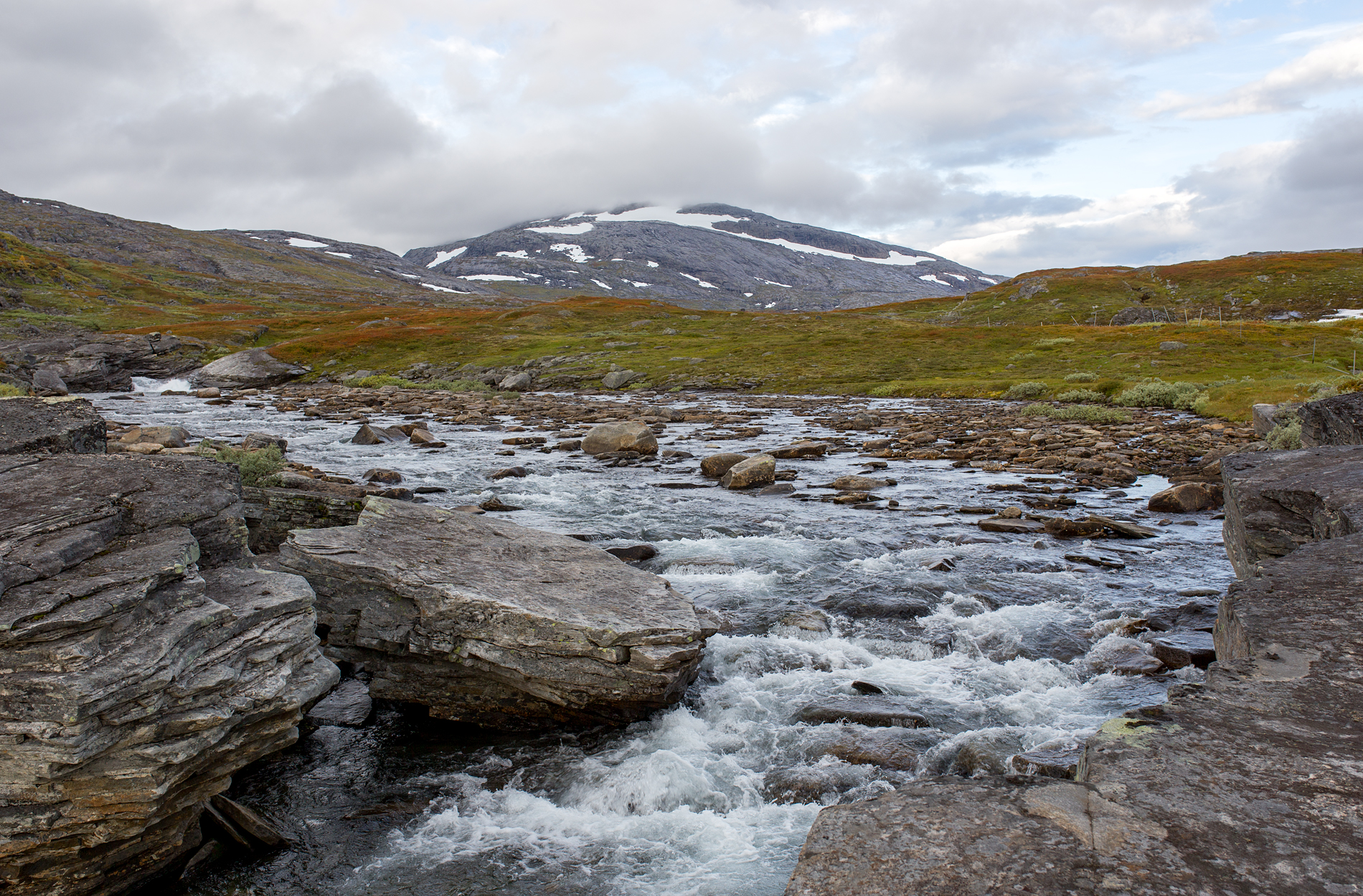
Skájddejåhkå - lågt flöde i september. Jokken är namnlös på svenska kartan.

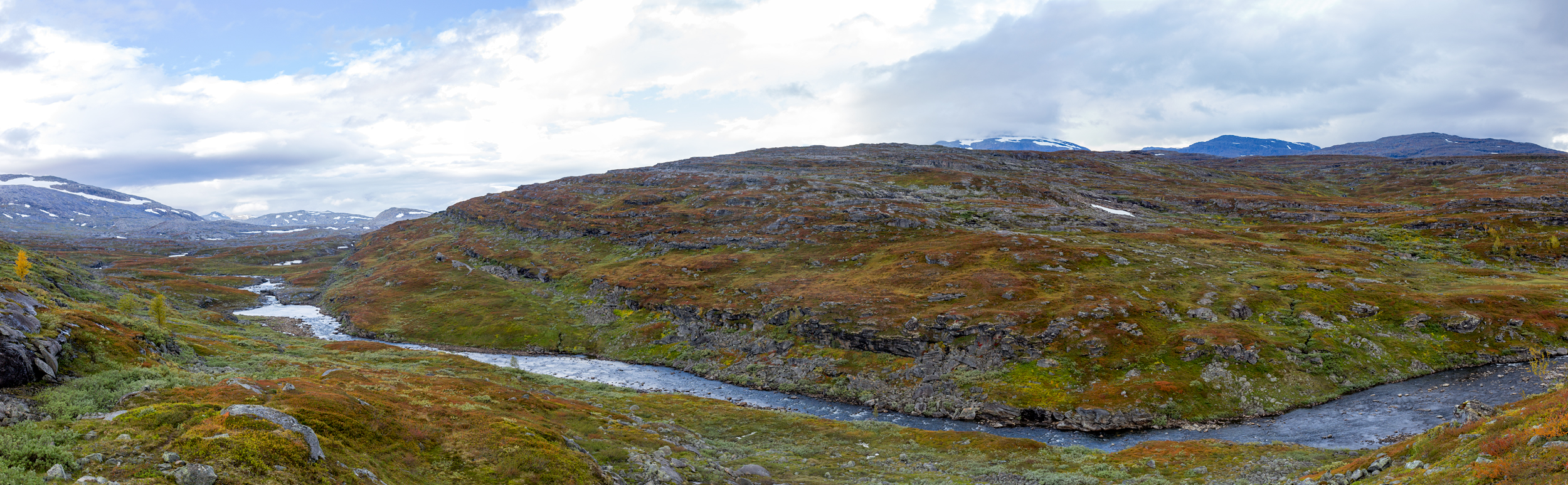
Skájddejåhkå nära inloppet i Sårgåjávrre.
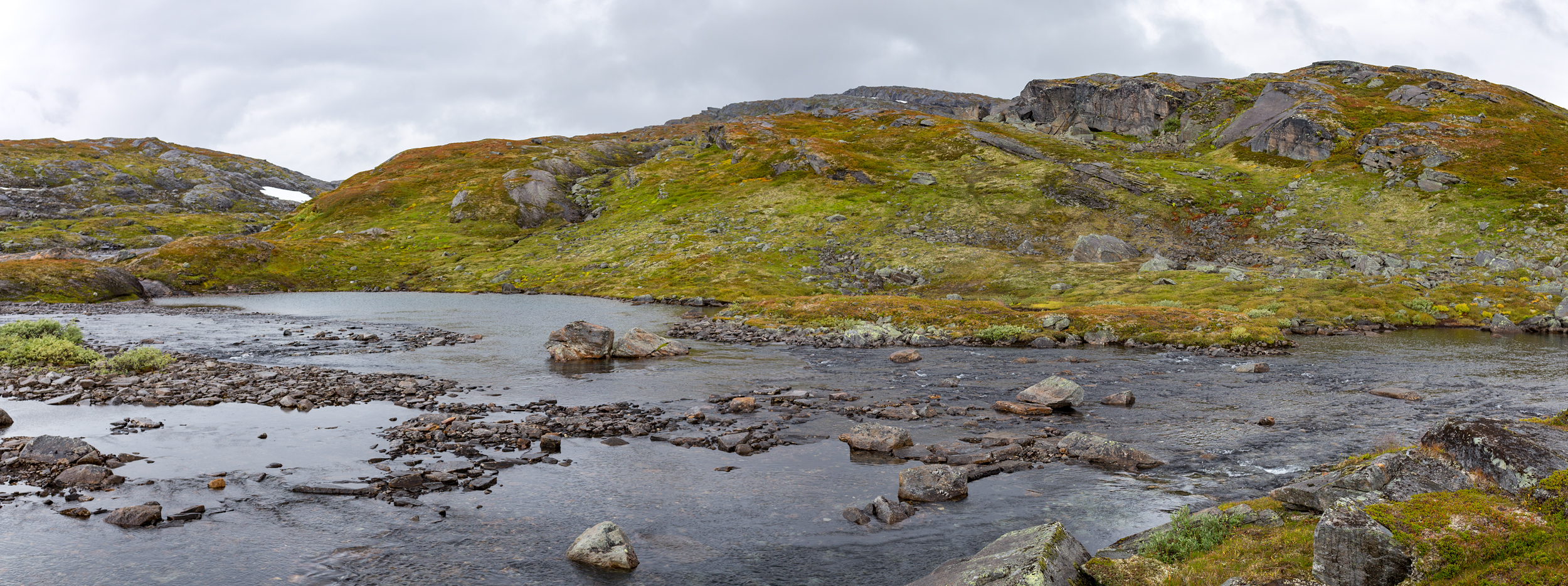
Vadställe över Rikkekjåhkå - låg vattenföring i september.

### Länkar till VISS
- Svártijåhkå
- Skájddejåhkå
- Rikkekjåhkå

## Galleri

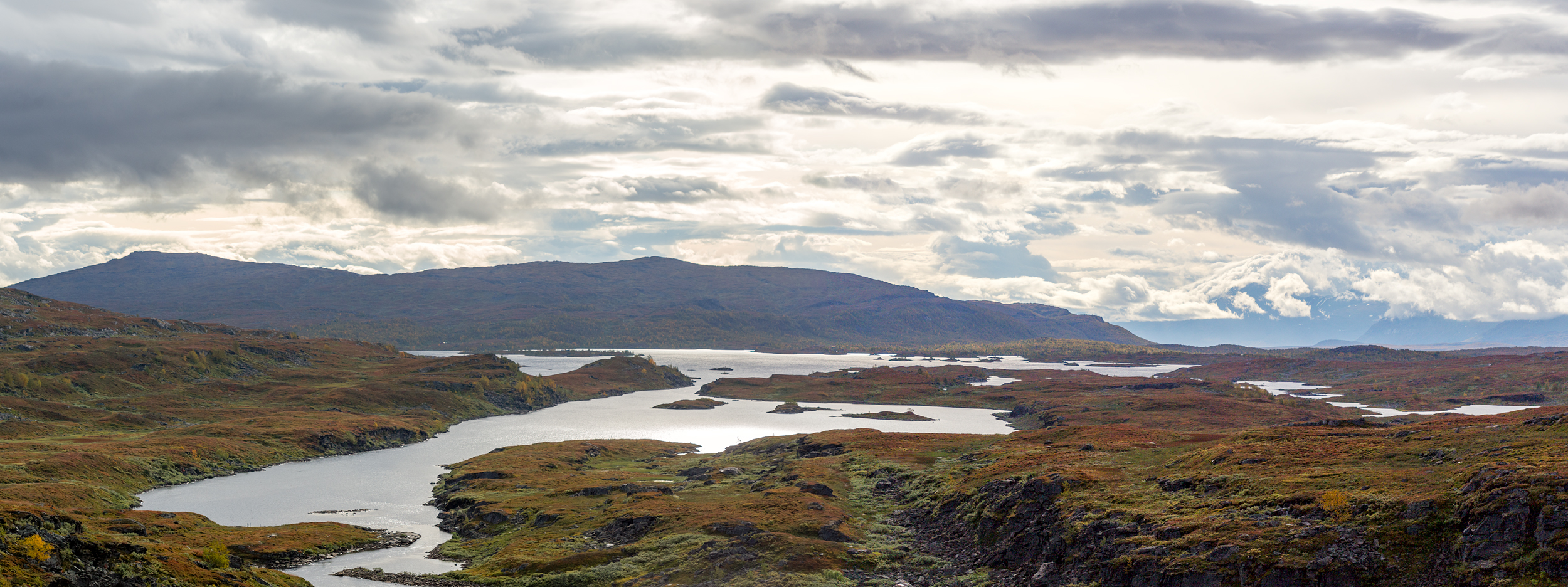
Den västligaste delen av Sårgåjávrre.